# Paspalum bonplandianum
Paspalum bonplandianum är en gräsart som beskrevs av Johannes Flüggé. Paspalum bonplandianum ingår i släktet tvillinghirser, och familjen gräs. Inga underarter finns listade i Catalogue of Life.